# تير هوت
تير هوت (إنديانا) (بالإنجليزية: Terre Haute, Indiana)‏ هي مدينة تقع في الولايات المتحدة في مقاطعة فيغو (إنديانا). يقدر عدد سكانها بـ 60,785 نسمة ومساحتها 91.35 كم2 وترتفع عن سطح البحر 152 متر.

## التركيبة السكانية
حدّد مكتب تعداد الولايات المتحدة بيانات التركيبة السكانية لتير هوت في تعداد الولايات المتحدة. في ما يلي، التركيبة السكانية حسب تعدادي 2000 و2010.

### تعداد عام 2000
بلغ عدد سكان تير هوت 59,614 نسمة بحسب تعداد عام 2000، وبلغ عدد الأسر 22,870 أسرة وعدد العائلات 13,025 عائلة مقيمة في المدينة. في حين سجلت الكثافة السكانية 642.7 نسمة لكل كيلومتر مربع (1,664.6/ميل2). وبلغ عدد الوحدات السكنية 25,636 وحدة بمتوسط كثافة قدره 276.4 لكل كيلومتر مربع (715.9/ميل2).
وتوزع التركيب العرقي للمدينة بنسبة 86.26% من البيض و9.77% من الأمريكيين الأفارقة و0.34% من الأمريكيين الأصليين و1.17% من الأمريكيين ذوي الأصول الآسيوية و0.04% من سكان جزر المحيط الهادئ و0.51% من الأعراق الأخرى و1.91% من عرقين مختلطين أو أكثر و1.58% من الهسبانيون أو اللاتينيون من أي عرق.
بلغ عدد الأسر 22,870 أسرة كانت نسبة 30.2% منها لديها أطفال تحت سن الثامنة عشر تعيش معهم، وبلغت نسبة الأزواج القاطنين مع بعضهم البعض 39% من أصل المجموع الكلي للأسر، ونسبة 14% من الأسر كان لديها معيلات من الإناث دون وجود شريك، بينما كانت نسبة 4% من الأسر لديها معيلون من الذكور دون وجود شريكة وكانت نسبة 43% من غير العائلات. تألفت نسبة 34.9% من أصل جميع الأسر من عدة أفراد يعيشون في نفس المنزل ونسبة 14.1% كانت تتألف من شخص يعيش بمفرده يبلغ من العمر 65 عاماً أو أكثر. وبلغ متوسط حجم الأسرة المعيشية 2.28، أما متوسط حجم العائلات فبلغ 2.95.
بلغ العمر الوسطي للسكان 32.1 عاماً. وكانت نسبة 21.2% من القاطنين تحت سن الثامنة عشر، وكانت نسبة 11.4% بين الثامنة عشر والرابعة والعشرين عاماً، ونسبة 24% كانت واقعةً في الفئة العمرية ما بين الخامسة والعشرين والرابعة والأربعين عاماً، ونسبة 17.6% كانت ما بين الخامسة والأربعين والرابعة والستين، ونسبة 13.4% كانت ضمن فئة الخامسة والستين عاماً فما فوق. يوجد لكل 100 أنثى 90.0 ذكر، ويوجد لكل 100 أنثى في الثامنة عشر من عمرها فما فوق 85.9 ذكر.
بلغ متوسط دخل الأسرة في المدينة 28,018 دولارًا، أما متوسط دخل العائلة فبلغ 37,618 دولارًا. وكان متوسط دخل الذكور 29,375 دولارًا مقابل 21,374 دولارًا للإناث. وسجل دخل الفرد الخاص بالمدينة 15,728 دولارًا. وكانت نسبة 14.8% من العائلات ونسبة 19.2% من السكان تحت خط الفقر، وكان من هؤلاء نسبة 24.8% تحت سن الثامنة عشر ونسبة 11.4% في الخامسة والستين من العمر وما فوق.

### تعداد عام 2010
بلغ عدد سكان تير هوت 60,785 نسمة بحسب تعداد عام 2010، وبلغ عدد الأسر 22,645 أسرة وعدد العائلات 12,646 عائلة مقيمة في المدينة. في حين سجلت الكثافة السكانية 655.4 نسمة لكل كيلومتر مربع (1,697.5/ميل2). وبلغ عدد الوحدات السكنية 25,518 وحدة بمتوسط كثافة قدره 275.1 لكل كيلومتر مربع (712.5/ميل2).
وتوزع التركيب العرقي للمدينة بنسبة 83.49% من البيض و10.93% من الأمريكيين الأفارقة و0.43% من الأمريكيين الأصليين و1.45% من الأمريكيين ذوي الأصول الآسيوية و0.04% من سكان جزر المحيط الهادئ و0.77% من الأعراق الأخرى و2.90% من عرقين مختلطين أو أكثر و3.11% من الهسبانيون أو اللاتينيون من أي عرق.
بلغ عدد الأسر 22,645 أسرة كانت نسبة 28.8% منها لديها أطفال تحت سن الثامنة عشر تعيش معهم، وبلغت نسبة الأزواج القاطنين مع بعضهم البعض 35% من أصل المجموع الكلي للأسر، ونسبة 15.7% من الأسر كان لديها معيلات من الإناث دون وجود شريك، بينما كانت نسبة 5.1% من الأسر لديها معيلون من الذكور دون وجود شريكة وكانت نسبة 44.2% من غير العائلات. تألفت نسبة 34.9% من أصل جميع الأسر من عدة أفراد يعيشون في نفس المنزل ونسبة 12.2% كانت تتألف من شخص يعيش بمفرده يبلغ من العمر 65 عاماً أو أكثر. وبلغ متوسط حجم الأسرة المعيشية 2.29، أما متوسط حجم العائلات فبلغ 2.95.
بلغ العمر الوسطي للسكان 32.7 عاماً. وكانت نسبة 20% من القاطنين تحت سن الثامنة عشر، وكانت نسبة 18.2% بين الثامنة عشر والرابعة والعشرين عاماً، ونسبة 26.5% كانت واقعةً في الفئة العمرية ما بين الخامسة والعشرين والرابعة والأربعين عاماً، ونسبة 22.7% كانت ما بين الخامسة والأربعين والرابعة والستين، ونسبة 12.6% كانت ضمن فئة الخامسة والستين عاماً فما فوق. وتوزع التركيب الجنسي للسكان بنسبة 51.6% ذكور و48.4% إناث.

## المناخ
يظهر الجدول التالي التغييرات المناخية على مدار السنة لتير هوت:
| البيانات المناخية لـتير هوت       | البيانات المناخية لـتير هوت | البيانات المناخية لـتير هوت | البيانات المناخية لـتير هوت | البيانات المناخية لـتير هوت | البيانات المناخية لـتير هوت | البيانات المناخية لـتير هوت | البيانات المناخية لـتير هوت | البيانات المناخية لـتير هوت | البيانات المناخية لـتير هوت | البيانات المناخية لـتير هوت | البيانات المناخية لـتير هوت | البيانات المناخية لـتير هوت | البيانات المناخية لـتير هوت |
| الشهر                             | يناير                       | فبراير                      | مارس                        | أبريل                       | مايو                        | يونيو                       | يوليو                       | أغسطس                       | سبتمبر                      | أكتوبر                      | نوفمبر                      | ديسمبر                      | المعدل السنوي               |
| --------------------------------- | --------------------------- | --------------------------- | --------------------------- | --------------------------- | --------------------------- | --------------------------- | --------------------------- | --------------------------- | --------------------------- | --------------------------- | --------------------------- | --------------------------- | --------------------------- |
| الدرجة القصوى °ف (°م)             | 69 (21)                     | 76 (24)                     | 86 (30)                     | 89 (32)                     | 99 (37)                     | 108 (42)                    | 109 (43)                    | 102 (39)                    | 104 (40)                    | 94 (34)                     | 82 (28)                     | 74 (23)                     | 109 (43)                    |
| متوسط درجة الحرارة الكبرى °ف (°م) | 38.1 (3.4)                  | 42.4 (5.8)                  | 54.5 (12.5)                 | 65.9 (18.8)                 | 75.8 (24.3)                 | 84.7 (29.3)                 | 87.9 (31.1)                 | 86.8 (30.4)                 | 80.8 (27.1)                 | 68.7 (20.4)                 | 54.9 (12.7)                 | 41.5 (5.3)                  | 65.2 (18.4)                 |
| المتوسط اليومي °ف (°م)            | 28.7 (−1.8)                 | 32.3 (0.2)                  | 43.5 (6.4)                  | 54.4 (12.4)                 | 64.0 (17.8)                 | 73.3 (22.9)                 | 76.6 (24.8)                 | 75.0 (23.9)                 | 67.7 (19.8)                 | 55.6 (13.1)                 | 44.1 (6.7)                  | 32.2 (0.1)                  | 53.9 (12.2)                 |
| متوسط درجة الحرارة الصغرى °ف (°م) | 19.3 (−7.1)                 | 22.3 (−5.4)                 | 32.4 (0.2)                  | 42.9 (6.1)                  | 52.3 (11.3)                 | 61.8 (16.6)                 | 65.4 (18.6)                 | 63.3 (17.4)                 | 54.7 (12.6)                 | 42.6 (5.9)                  | 33.3 (0.7)                  | 22.9 (−5.1)                 | 42.8 (6.0)                  |
| أدنى درجة حرارة °ف (°م)           | −24 (−31)                   | −20 (−29)                   | −8 (−22)                    | 17 (−8)                     | 29 (−2)                     | 36 (2)                      | 41 (5)                      | 42 (6)                      | 27 (−3)                     | 19 (−7)                     | 1 (−17)                     | −22 (−30)                   | −24 (−31)                   |
| الهطول إنش (مم)                   | 2.56 (65)                   | 2.55 (65)                   | 3.39 (86)                   | 4.57 (116)                  | 5.16 (131)                  | 4.47 (114)                  | 4.61 (117)                  | 3.26 (83)                   | 3.25 (83)                   | 3.52 (89)                   | 3.66 (93)                   | 3.07 (78)                   | 44.06 (1٬119)               |
| متوسط تساقط الثلوج إنش (سم)       | 4.2 (11)                    | 3.5 (8.9)                   | 0.9 (2.3)                   | 0.0 (0.0)                   | 0.0 (0.0)                   | 0.0 (0.0)                   | 0.0 (0.0)                   | 0.0 (0.0)                   | 0.0 (0.0)                   | 0.0 (0.0)                   | 0.3 (0.76)                  | 3.2 (8.1)                   | 12.2 (31)                   |
| متوسط أيام هطول الأمطار           | 9.1                         | 8.7                         | 10.6                        | 12.2                        | 11.2                        | 9.7                         | 9.5                         | 8.2                         | 7.9                         | 9.0                         | 10.4                        | 9.3                         | 115.8                       |
| متوسط الأيام المثلجة              | 3.3                         | 1.6                         | 0.9                         | 0.1                         | 0                           | 0                           | 0                           | 0                           | 0                           | 0                           | 0.3                         | 1.8                         | 8.0                         |
| المصدر #1: NOAA                   |                             |                             |                             |                             |                             |                             |                             |                             |                             |                             |                             |                             |                             |
| المصدر #2: Microsoft Weather      |                             |                             |                             |                             |                             |                             |                             |                             |                             |                             |                             |                             |                             |

## أعلام
- إلين كيرش
- ميك مارس
- دايفيد لين
- جوني مان
- تيودور غيران
- ثيودور درايزر
- يوجين فيكتور دبس
- فيليب خوسيه فارمر
- هوبير دريفوس
- هاري تايلور